# X42S-REVOLUTION
『X42S-REVOLUTION』（エックス・フォーティーツー・エス レヴォリューション）は、2010年3月24日にリリースされたT.M.Revolutionのミニ・アルバム。発売元はエピックレコード。

## 概要
- 『機動戦士ガンダムSEED』とのコラボレーション・アルバム。『ガンダムSEED』シリーズに提供してきた楽曲に、ガンプラ生誕30周年を記念した新曲「Imaginary Ark」を収録。累計売上は4.9万枚を記録[1]。
- アルバム名の『X42S-REVOLUTION』は初回生産限定盤 Type Aの特典プラモデル「ハイネ専用デスティニーガンダム」の型式番号である。西川曰く、この作品は元々『SEED』の劇場版の公開に合わせてリリースするつもりだったとのこと[2]。

## パッケージ
- 初回生産限定盤 Type Aには「HG 1/144 ハイネ専用デスティニーガンダム」プラモデル、スペシャルガンプラBOX仕様。ガンダムSEEDシリーズを彩った主役機クラスのガンプラBOXアートを集めた「ガンプラ・HGガンダムSEEDシリーズ BOXアートブック」が同梱。
- 初回生産限定盤 Type BにはT.M.Revolution×ガンダムSEEDの映像がまとめられたDVDが同梱。ジャケットイラストは平井久司描き下ろしによるハイネ&ミゲル（共に西川が演じたキャラクター）となる。
- 通常盤のジャケットイラストはパイロットスーツ着用の西川が描かれたもの。

## 収録曲
| #  | タイトル                     | 作詞     | 作曲     | 編曲     | 出版社                             | 時間 |
| -- | ---------------------------- | -------- | -------- | -------- | ---------------------------------- | ---- |
| 1. | 「INVOKE -インヴォーク-」    | 井上秋緒 | 浅倉大介 | 浅倉大介 | ソニー・ミュージックパブリッシング | 4:18 |
| 2. | 「Meteor -ミーティア-」      | 井上秋緒 | 浅倉大介 | 浅倉大介 | ソニー・ミュージックパブリッシング | 4:10 |
| 3. | 「Zips」                     | 井上秋緒 | 浅倉大介 | 浅倉大介 | ソニー・ミュージックアーティスツ   | 4:05 |
| 4. | 「ignited -イグナイテッド-」 | 井上秋緒 | 浅倉大介 | 浅倉大介 | ソニー・ミュージックパブリッシング | 3:17 |
| 5. | 「vestige -ヴェスティージ-」 | 井上秋緒 | 浅倉大介 | 浅倉大介 | ソニー・ミュージックパブリッシング | 5:27 |
| 6. | 「Imaginary Ark」            | 井上秋緒 | 浅倉大介 | 浅倉大介 | ソニー・ミュージックアーティスツ   | 4:50 |

## タイアップ
| 楽曲                     | タイアップ                                                     |
| ------------------------ | -------------------------------------------------------------- |
| INVOKE -インヴォーク-    | 『機動戦士ガンダムSEED』第1期オープニングテーマ                |
| Meteor -ミーティア-      | 『機動戦士ガンダムSEED』『機動戦士ガンダムSEED DESTINY』挿入歌 |
| Zips                     | 『機動戦士ガンダムSEED MSV』テーマ曲                           |
| ignited -イグナイテッド- | 『機動戦士ガンダムSEED DESTINY』第1期オープニングテーマ        |
| vestige -ヴェスティージ- | 『機動戦士ガンダムSEED DESTINY』テーマ曲                       |
| Imaginary Ark            | ガンプラ30周年公式テーマソング                                 |

## 規格品番
- 初回生産限定盤 Type A:ESCL 3400/1
- 初回生産限定盤 Type B:ESCL 3402/3
- 通常版:ESCL 3404